# Hockey sobre patines
El hockey sobre patines es un deporte que se disputa entre dos equipos de cinco jugadores (cuatro jugadores de pista y un portero), con dos porterías, en una pista cerrada por una valla con las esquinas redondeadas o con forma de pico. Los jugadores se desplazan gracias a unos patines de cuatro ruedas con un freno (paralelas) y utilizan un stick de madera con forma curva para conducir una bola de caucho con corcho comprimido. 
En el historial la selección de hockey sobre patines de España es la que más campeonatos del mundo masculinos ha obtenido con 18, seguida de Portugal con 15, mientras que la selección de hockey sobre patines de Argentina es la tercera con 6. En la modalidad femenina España es también el país que más campeonatos mundiales ha obtenido con seis, seguida de Argentina con cinco.

## Historia
La persona a la que se suele asignar la creación del hockey sobre patines a finales del siglo XIX en Inglaterra es el estadounidense Edward Crawford, que introdujo una adaptación del hockey sobre hielo que podía jugarse sobre un suelo de madera. ·
En 1924 se creó la Federación Internacional de Patinaje, que regula tanto este deporte como el patinaje artístico, el patinaje de velocidad y el hockey en línea. Los países fundadores fueron Inglaterra, Suiza, Alemania y Francia. El primer campeonato mundial se realizó en 1926.
Si bien a fines del siglo XIX ya se había expandido su práctica por casi toda Europa continental, en las primeras décadas del siglo XX se comenzó a practicar en Latinoamérica.
En España, el primer equipo que se federó, el 3 de septiembre de 1936, fue a la Federación Catalana de Patinaje, el equipo de un pequeño pueblo al sur del baix Camp, en Cambrils (Tarragona), el equipo Cambrils CH.

## Terreno de juego
La pista de juego tiene forma de rectángulo, y debe presentar unas dimensiones proporcionadas, en que la extensión longitudinal debe corresponder al doble de la anchura, y cuyos límites son los siguientes:
- Mínima - 36 x 18 metros.
- Estándar - 40 x 20 metros.
- Máxima - 44 x 22 metros.

Todo el perímetro de la pista de Juego, está limitado por un zócalo y una valla sustentados por elementos de perfil vertical con fijación al suelo de forma sólida y resistente, y cuya altura no podrá ser inferior a 1 metro para la valla, y de 20 centímetros de altura y 2 de espesor para el zócalo. Cada uno de los cuatro cantos del rectángulo de la pista de Juego, debe tener una configuración semicircular, construido con base en un radio de círculo de 1 a 3 metros, del vértice del rectángulo de la pista.
Siempre que las áreas de tope y exteriores de la pista de Juego, sean destinadas al pasaje o localización de público, "es obligatoria" la colocación de una red de protección, que podrá ser amovible, colocada a toda la anchura de la pista de Juego, y tener una altura nunca inferior a 4 metros, medidos a partir de la superficie de la pista.
La pista de juego deberá tener marcaciones específicas y presentadas en el diagrama, en conformidad con la localización y medidas indicadas.
Línea divisoria de cada media pista, señalada al centro y entre las dos vallas laterales, siendo su medición efectuada entre su localización y una de las vallas de tope, mitad de la extensión longitudinal total de la pista de juego.
Se llama área de portería a la superficie interior del rectángulo configurado a partir de la "línea de portería" con 9 metros de largo, la "línea de penalidad" localizada a 5,40 metros y también con 9 metros de largo, paralela a esta, siendo cerrado el perímetro del rectángulo, por dos líneas paralelas a las vallas laterales, con 5,40 metros de ancho, formando vértices con las dos primeras de 9 metros.
La marcación de la "línea de portería" está localizada en el sentido paralelo a cada valla de tope de la pista de Juego, y pudiendo tener una distancia mínima variable de 2,70 metros, y, máxima de 3,30 metros, de la referida valla.
La marcación de la "línea de penalti" está localizada en el sentido paralelo a la línea de portería y distanciada de esta 5,40 metros. En la mitad de la extensión longitudinal de esta línea, y coincidiendo con el eje imaginario de la anchura de la pista de Juego, está señalada sobre la línea, el local de la marcación de "penalti".
Se designada como "línea límite de penalidad" a la marcación de una línea paralela a la línea de portería distanciada de esta, en el sentido frontal, 0,50 metros, y con una extensión longitudinal de 1,84 metros, debiendo la mitad de esta medida coincidir con el eje imaginario de la medida de la anchura de la pista de juego.
Se designa por "área de protección del portero" a la marcación efectuada en semicírculo en la parte frontal de la portería —línea de portería— señalada a trazos (0,10/0,05/0,10) metros, con el eje a partir del centro de la localización de la portería y extremos del círculo terminando en la intercepción con los postes del marco.
El área del semicírculo está configurada con base en las distancias determinadas de 1,50 metros, entre la línea de portería y el extremo del semicírculo frontal a la portería y coincidente con el eje imaginario de la anchura de la pista de juego, y los extremos del mismo en la intercepción con la línea de portería, debiendo situarse a 1 metro de los postes, de la derecha e izquierda de la portería.
La línea de marcación del semicírculo está dibujada con base en el eje del centro de la portería, que debe coincidir con el eje imaginario de la anchura de la pista de juego, siendo el centro del radio para construcción del arco del semicírculo marcado a 1,987 metros — 1,50 + 0,487 metros
La indicación, en cada media pista, del "punto C", destinado solamente a la marcación de golpes libres directos, está localizada en la pista de Juego a 2,00 metros, del punto de penalti, en la misma dirección. La marcación en la pista de Juego está hecha con un círculo de 10 centímetros de diámetro.

## Elementos de juego y equipamiento
Se suele utilizar pantalón de chándal cortos combinado con una camiseta que permita comodidad en los movimientos, se puede acompañar de ropa interior para una mayor comodidad o la ropa del equipo.

### Elstick
Las características del stick de hockey sobre patines —incluido el del portero— tendrán que obedecer a las siguientes condiciones:
- Extensión de la chueca o stick, medido del lado exterior de su curvatura:

a) Extensión máxima 115 cm.
b) Extensión mínima 90 cm.
- Todos las chuecas o "sticks" deben poder pasar por un aro de 5 centímetros de diámetro.

El peso de cada Chueca o "stick" no podrá exceder los 500 gramos.
El "stick", incluido el del portero, debe de estar hecho de madera, plástico, fibra de carbono u otro material. Tiene que tener la aprobación previa del Comité Internacional de Rink- Hockey - C.I.R.H.
- Ningún "stick" puede estar hecho de metal o cualquier refuerzo metálico. Está autorizada la colocación de una cinta publicitaria adhesiva, a partir de la parte superior de su curvatura.

- La parte inferior del stick (también llamada "pala") deberá tener ambos lados completamente planos.

### La pelota
La pelota de juego tendrá que pesar 155 gramos, debiendo ser perfectamente esférica, con un perímetro de 23 centímetros.
La pelota deberá tener un único color predominante, pudiendo este ser variable (de preferencia negro o naranja), el cual tendrá que contrastar con:
a) El color del suelo de la pista de Juego.
b) El color de las líneas de marcación de la pista de Juego.
c) El color de los tablones existentes en la pista de Juego.
En todas las competiciones "Oficiales", está permitido utilizar las "pelotas" oficialmente aprobadas por el Comité Internacional de Rink-Hockey CIRH
En caso de discordancia entre los Capitanes de los equipos en la "escogimiento de la pelota" los árbitros escogerán la que haya sido aprobada oficialmente.
Siempre que un Juego sea transmitido por Televisión, la entidad Organizadora, con la aprobación del Comité Internacional de Rink-Hockey -C.I.R.H, tendrá la facultad de poder imponer el color de la pelota para mejorar la visión televisiva.

### Los patines
- El desplazamiento de los jugadores se efectúa gracias a unos patines de cuatro ruedas paralelas, correspondientemente homologados para la competición. Los patines son elementos de cuero o plástico según el fabricante, que deben pasar un riguroso control de calidad para que sean homologados.

### Protecciones
- Para jugadores: se permiten guantes, casco, espinilleras, coquilla o "huevera", rodilleras y protector bucal.
- Para porteros: casco, guantes y guardas* (son protecciones para las piernas), protecciones para el pecho (pechera) y muslos, coderas, rodilleras, collarín protector y coquilla o "huevera".

## Sanciones
Según la gravedad de la falta y el lugar donde se haya producido, se sancionan tiros libres indirectos, tiros libres directos o penales.
Las sanciones disciplinarias a los jugadores pueden ser: tarjeta azul expulsión de dos minutos o hasta que ocurra un gol dentro de ese tiempo, el equipo se queda con tres jugadores más el portero) o tarjeta roja (expulsión directa y definitiva).
En caso de sanción al entrenador tendrá que salir un jugador de la pista y si sancionan al portero saldrá un jugador y, si la categoría requiere tener un segundo portero, tendrán que poner al portero suplente.

## Los partidos
Los tiempos normales de un Juego de Hockey sobre Patines, están determinados por escalones de edades, y son los siguientes:
- Categoría Seniors: 2 períodos de 25 minutos a tiempo parado cada uno o 2 períodos de 20 minutos cada uno a tiempo parado, cuando el calendario obliga los equipos a dos Juegos diarios o Juegos diarios y días consecutivos, por un periodo superior a 4 días.
- Categorías Junior, Juvenil y Infantil 2 períodos de 20 minutos a tiempo parado.
- Alevín: 2 períodos de 20 minutos cada uno a tiempo parado.
- Benjamin: 2 periodos de 17 minutos a tiempo parado.
- Pre-benjamin: 4 periodos de 8 minutos a tiempo corrido.
- Micro: 4 periodos de 8 minutos a tiempo corrido.

Entre el primero y el segundo período de Juego, existirá siempre un tiempo de "intervalo" con duración de 10 minutos.
Al final del primer tiempo de juego, habrá cambio de la media pista defensiva hasta entonces ocupada por cada equipo. 
Siempre que, al final del partido, deba haber un equipo vencedor, se disputará una prórroga para desempatarlo tras un descanso de 3 minutos. Constará de 10 minutos repartidos en dos periodos de 5 minutos cada uno (excepto en categoría sub-15 masculina que será de 5 minutos divididos en dos partes de 2 minutos y 30 segundos). Entre ambos periodos de la prórroga habrá un descanso de dos minutos durante el cual ambos equipos cambiarán de media pista defensiva. La prórroga acabará automáticamente cuando un equipo marque un gol (gol de oro) siendo ese equipo proclamado vencedor. Si esa prórroga es sin gol de oro ganará quien haya marcado mayor número de goles, como en un partido normal.
Si, tras la prórroga, sigue habiendo empate en el marcador, se usará tandas de penalties para desempatar. En primer lugar, se disputaría una tanda de 5 penalties lanzados alternativamente por cada equipo sin repetir lanzador, salvo que uno tenga menos de 5 jugadores rotando entonces entre los jugadores que le queden. El equipo que marque más penalties gana. Si persiste el empate, se lanzarán sucesivas tandas de un penalti cada una hasta desempatar, solo en estas series de 1 penalti se está permitido repetir jugador. 
en otros casos hoy en día también se están definiendo los partidos desde lanzamientos directos.

### Inicio
Cada equipo debe tener 4 jugadores y un portero con una ubicación aleatoria o previamente acordada. En el inicio del juego la pelota se coloca en el centro del círculo de 3 metros, que está marcado en la línea de media pista.
Idéntico procedimiento será seguido en el comienzo de la segunda parte del juego y de cada vez que se marque un gol.
El equipo encargado de efectuar el golpe de salida en el inicio del juego será designado por sorteo, dejando al otro equipo ejecutar el golpe de salida en el comienzo de la segunda parte del juego.
Después de la validación de un gol, el correspondiente golpe de salida será efectuado por el equipo que lo sufrió.
En la ejecución del golpe de salida, todos los jugadores deben permanecer en su media pista y solo 2 de ellos —el jugador ejecutante y un compañero de su equipo— podrán permanecer dentro del círculo central.
Después del pito de los árbitros para la ejecución del golpe de salida, la pelota estará en juego y el jugador encargado de su ejecución tendrá que lanzar la pelota en cualquier dirección, pudiendo los jugadores adversarios tocar la bola, si aquel duda o tarda en jugarla.
En las pistas con las dimensiones máximas —en que la línea de antijuego coincide con la línea divisoria de cada media pista— está permitido que, al ejecutar el golpe de salida, la pelota sea "retrasada" a la media pista del jugador ejecutante, desde que la pelota no sobrepase el círculo central.
Si el jugador encargado de la ejecución del golpe de salida decide, después de la pitada del árbitro, tirar directamente a la portería contraria y de eso resulta un gol —sin que la pelota haya sido tocada o jugada por cualquier otro jugador— el gol no será validado por los árbitros, que reanudarán el juego marcando un golpe doble en uno de los ángulos inferiores del área de portería, por donde la pelota había entrado.

### Tiempos muertos (Time Out)
Cada equipo podrá solicitar, en cada uno de los períodos de Juego, un "descuento de tiempo" o tiempo muerto de un minuto de duración y dispondrán de otro tiempo muerto de 30 segundos.
El equipo que no solicite el descuento de tiempo a que tiene derecho en el transcurso del primer período del Juego, no tendrá derecho a solicitar dos períodos de descuento de tiempo, durante la realización del segundo período de Juego.
Los "tiempos muertos" solamente podrán ser concedidos durante el período normal de juego, o sea, en el período de prolongamiento —extra-time— de cualquier Juego, no puede ser concedido cualquier "tiempos muertos", aunque el equipo no haya solicitado cualquier "descuento de tiempo" durante el periodo normal de Juego, tan solo uno, correspondiente a esa segunda parte.
Los pedidos de "tiempos muertos" deben ser solicitados por el Delegado del equipo, junto de la Mesa Oficial de Juego, competiendo a esta, en la primera interrupción de Juego:
- Accionar la señal sonora de la Mesa Oficial, y de forma visible y gestual, avisar a los árbitros de la interrupción del juego para cumplimiento de un pedido de "tiempos muertos", indicando igualmente a la derecha o izquierda, cuál de los equipos lo solicitó.
- Controlar la duración del tiempo de descuento (un minuto), avisando a los árbitros igualmente a través de la señal sonora, de su término, y reinicio del Juego.
- Indicar en el Boletín de Juego, todos los "tiempos muertos" que hayan sido concedidos a cada uno de los equipos.

Un "descuento de tiempo" que sea solicitado por cualquiera de los equipos solamente podrá ser concedido, después de la confirmación y autorización específica de los Árbitros, cuando se verifique una interrupción del Juego.
Si en el momento de la interrupción del juego los árbitros verifican que hay uno o más jugadores lesionados en la pista, el descuento de tiempo solamente comenzará a ser contado después de terminada la asistencia a los jugadores y después de la salida de estos de la pista de juego.
En cualquier caso, cabe a los árbitros indicar a la Mesa Oficial de Juego, el inicio del descuento de tiempo solicitado, el que será siempre anotado en el Boletín de Juego al equipo que lo ha solicitado, aunque esta después prescinda del mismo.
Si el equipo que solicitó el "tiempos muertos" prescinde de utilizar todo el tiempo solicitado, el Árbitro debe dar reinicio al juego de inmediato, no habiendo necesidad de esperar por el final del periodo de "tiempos muertos".
Durante el periodo de "tiempos muertos", los jugadores en pista de ambos equipos podrán reunirse junto a la valla y en el área reservada a los jugadores suplentes, técnicos asistentes y Delegados, no pudiendo estos, sin embargo, penetrar o permanecer dentro de la pista de Juego.
Solamente los jugadores suplentes, teniendo en vista la substitución de cualquier otro jugador de su equipo, pueden entrar en la pista de juego.
Los árbitros deben colocarse en el centro de la pista de Juego, durante la concesión del "tiempos muertos", de cara a la Mesa Oficial de Juego, reteniendo la pelota durante el periodo del "tiempos muertos", y, al final de este, tendrán siempre que ordenar el reinicio del juego, a través del silbato, respetando la infracción y el lugar señalados antes de la interrupción por concesión del "tiempos muertos".

## Árbitros
En las competiciones Internacionales en que intervengan Selecciones regionales y / o Nacionales, el juego será dirigido por 2 Árbitros inscritos, afiliados en el C.I.A. del C.I.R.H.
Ningún Árbitro Internacional (nivel A o B) podrá ser nombrado o dirigir cualquier juego Internacional si las respectivas TASAS anuales de inscripción no estuviesen pagadas al CIA / CIRH dentro de los plazos previstos a este efecto (Reglamento Oficial del CIRH).
En las demás competiciones, aunque de carácter Internacional, pero a nivel de la competición de Clubes, el juego podrá ser dirigido por 1 (uno) o 2 (dos) Árbitros, de acuerdo con lo determinado en el Reglamento de la respectiva competición, por el respectivo Comité de Organización.

### Funciones de los árbitros
Los árbitros son los jueces absolutos en las pistas de juego y sus decisiones, en lo que respecta al juego, no tienen apelación y deberán ser siempre pautadas por la imparcialidad y por el respecto de las Reglas y demás Reglamentos en vigor, tanto a nivel nacional como Internacional.
Los árbitros pitarán para el inicio y final de cada medio tiempo del Juego, sirviendo la señal sonora de la Mesa Oficial de Juego, para información del límite de tiempo de cada una de las partes, sea en el tiempo reglamentario del Juego sea durante la prórroga (extra —time) en caso de que tenga que disputarse.
Los árbitros tendrán que resolver todos los casos del Juego, en conformidad con estas Reglas, analizando y juzgando todas las reclamaciones que puedan ocurrir y tomando las medidas que se estimen necesarias.
A los árbitros compete igualmente confirmar si se cumplen las condiciones para que cualquier juego se realice, verificando las condiciones de la pista de juego y demás requisitos, incluyendo el equipamiento de los jugadores, haciendo respetar las Reglas del Juego y velando por su cumplimiento por parte de los distintos participantes.
En los incidentes o casos omisos en estas Reglas, los Árbitros decidirán siempre de cuerdo con su conciencia.
Los árbitros podrán sancionar disciplinariamente cualquier jugador, durante el juego, en el intervalo y en casos graves incluso después del Juego, arbitrando con la severidad necesaria para conseguir un partido correcto y exento de violencia marginal al espíritu de la competición deportiva.
Los árbitros se moverán en la Pista de forma a poder seguir todos los movimientos del Juego a través de la participación de sus interventores directos (los jugadores) señalando las infracciones a las Reglas de Juego mediante un y señales, reglamentados y adecuados a las Reglas de Juego.

## Reglas de juego
a) Cualquier jugador que se enfrenta o discute la decisión de un oficial, o intenta incitar a un contrario o bien crear un disturbio durante un partido, le será otorgada una penalidad menor por conducta antideportiva. Si el jugador persiste con esta conducta se le será otorgada una penalidad por mala conducta, si aún el mismo jugador persiste en su actitud podrá resultar en el otorgamiento en una penalidad de partido por mala conducta.
En el caso de que el entrenador u otro oficial del campo se le otorgará una penalidad menor de banco como primera instancia y si esta conducta continua se le otorgará una penalidad de partido por mala conducta.
b) A cualquier jugador que tira el tejo/pelota después del silbato se le otorgara una penalidad menor si en opinión del árbitro el jugador tuvo suficiente tiempo después del silbato para no realizar el tiro.
c) Se castigará a un equipo con una pena menor de banco si un jugador:
- Después de ser penalizado no procede directamente al banco de penalidades o al vestuario cuando es ordenado por el árbitro. (el equipamiento debe ser entregado en el banco de penalidades o en el vestuario por un compañero de equipo).
- Tira cualquier cosa a la superficie de juego desde el banco de jugadores o desde el banco de penalidades.
- Interfiere con cualquier oficial del juego (no físicamente) en la realización de sus deberes.

d) Se otorgará una penalidad por mala conducta al jugador que:
- Use lenguaje obsceno, profano o abusivo hacia cualquier persona antes, durante o después del partido.
- Durante un tiempo muerto intencionalmente tire o lance el tejo/pelota fuera del alcance de un oficial que lo espera para agarrar.
- Entre y permanezca en el área de árbitros cuando se le haya solicitado que se retire, salvo para patinar al banco de penalidades.
- Toque o agarre a cualquier oficial con la mano o palo.
- Intencionalmente golpea las tablas vidrio, reja o arco con el palo en cualquier momento.

e) Le será otorgada una penalidad de partido por mala conducta al jugador que:
- Persiste con el tipo de conducta por la cual ya fue sancionado con una penalidad por mala conducta previamente.
- Usa gestos obscenos en cualquier lugar de la cancha antes, durante y después del partido.

f) Le será otorgada una penalidad de grave mala conducta al jugador que:
- Deliberadamente inflija daño físico a un oficial del juego o a un oficial de equipo en cualquier manera o intenta hacerlo.
- Se comporte de manera extremadamente perjudicial para el seguimiento del juego, incluyendo escupir a un contrario, oficial de juego u oficial de equipo.

g) Se señalará una penalidad menor de banco al oficial de equipo que:
- Golpee las tablas con un palo o cualquier otro instrumento en cualquier momento.
- Use lenguaje obsceno, profano o abusivo a cualquier persona antes, durante o después del partido.
- Tire cualquier cosa a la superficie de juego desde el banco de jugadores.
- Interfiera con cualquier oficial del juego desde el banco de jugadores.
- Intente incitar a un oponente a realizar una falta.

h) Una penalidad de partido por mala conducta recibirá el oficial de equipo que:
- Persista con el tipo de conducta por la cual el oficial de equipo fue sancionado previamente con una penalidad menor de banco.
- Use gestos obscenos en cualquier lugar de la cancha antes, durante y después del partido.

i) Una penalidad grave por mala conducta recibirá el oficial de equipo que:
- Deliberadamente inflija daño físico a un oficial de juego o a un oficial de equipo en cualquier manera o intenta hacerlo.
- Se comporte de manera extremadamente perjudicial para el seguimiento del juego, incluyendo escupir a un contrario, oficial de juego u oficial de equipo.

## Fundamentos técnicos

### Parada o recepción
Es el gesto técnico que es utilizado para detener la bola de forma controlada al recibir un pase. Básicamente, existen tres tipos de paradas o recepciones de la bola:
- Parada de derecho: utilizada cuando la bola le llega al jugador por su derecha.
- Parada de revés: utilizada cuando la bola llega al jugador por su parte izquierda

- Parada alta: utilizada cuando la pelota va a un palmo por encima del suelo. También sirve para rematar.

### Lanzamientos a portería
El lanzamiento a portería en hockey debe reunir las siguientes cualidades:
- Precisión: para enviar la bola fuera del alcance del portero

- Potencia: para dificultar la detención de la bola

- Lanzamientos inesperados: capacidad de sorprender con lanzamientos que aumentarán las posibilidades de conseguir gol.

Para lanzamientos a ras del suelo se utilizan las técnicas push y slap.
Para lanzamientos elevados se utilizan el flick y el scoop; este tipo de lanzamiento aumenta las dificultades del portero para detener la bola.
Flick: técnica utilizada para lanzamientos elevados. El jugador o jugadora, mediante un golpe de muñeca, consigue montar la bola en el stick, elevándola del suelo. El jugador flexiona la rodilla derecha, para descender ese lado de la cadera, transfiriendo el peso hacia delante, con lo que facilita la acción de elevación de la bola. OJO que no tiene que pasar de 1,50 cm, de ser así se cobrará "altura"
Scoop: (movimiento cuchara) el jugador adelanta la pierna derecha colocando la bola a la altura del pie derecho. Al contactar la bola con la cara plana del stick, se gira la muñeca produciendo un movimiento de cuchara que permite elevar la bola del suelo.
Para que un lanzamiento llegue a ser gol (marcar gol):
Un gol es marcado cuando la pelota jugada dentro del área por un atacante y sin salir de ella, cruza completamente la línea de portería entre los postes y por debajo del larguero.
La pelota puede ser jugada o tocada por el stick o cuerpo de un defensor antes o después de jugarla el atacante en el área.
Después de un paro del juego dentro del área, la pelota debe ser jugada de nuevo desde dentro del área por un atacante antes de que un gol pueda ser marcado.
Se considera gol si un guardameta infringe la regla del penalti-stroke para evitarlo.
El equipo que marca mayor número de goles es el ganador

### Conducción de la bola
La conducción de la bola puede efectuarse de distintas maneras. Según la situación del juego, se elige y aplica una de estas técnicas de conducción:
Conducción frontal con el derecho del stick:
Durante la conducción la bola deberá estar situada delante de los pies y ligeramente a la derecha de los mismos. El contacto de ésta con la cara plana del stick es continuo.
Manteniendo la bola con suficiente distancia delante del cuerpo, junto a una ligera inclinación del tronco hacia delante, el jugador o jugadora se asegura un amplio campo visual.
Conducción con el derecho y revés (conducción hindú):
Este tipo de conducción requiere mayor exigencia técnica. El jugador desplaza la bola hacia delante, de derecha a izquierda, con trayectoria oblicua, empujándola con el derecho y el revés (punta de la curva dirigida hacia el suelo) de su stick.
El stick cambia su posición de derecho a la de revés, haciendo girar 180° con la mano izquierda, en contra de las agujas del reloj, y dejando que resbale por dentro de la mano derecha. Volverá a su posición original, del derecho, realizando el giro en sentido contrario.

## Campeonatos más importantes
Los torneos más importantes a nivel de selecciones son:

### Campeonato del Mundo
- Categoría masculina
- Categoría femenina

### Campeonato de Europa
- Categoría masculina
- Categoría femenina

### Campeonatos de América
- Copa América de hockey sobre patines
- Campeonato Panamericano de Hockey Patín

### Campeonato Asiático
- Campeonato Asiático de Hockey sobre Patines

### Campeonato Africano
- Se han organizado 2 en Pakistán y en Marruecos.

### Principales competiciones de clubes
- Copa de Europa, La máxima competición del continente europeo.
- OK Liga, Liga Española de Hockey sobre Patines.
- Campeonato Portugués Hockey sobre Patines, Liga Portuguesa de Hockey sobre Patines.
- Liga Argentina, Liga Argentina de Hockey sobre Patines.
- Campeonato de Chile de hockey sobre patines.

En los Juegos Olímpicos de Barcelona 1992 el hockey sobre patines integró el programa como deporte de exhibición ganando Argentina la medalla de oro.